# Synagoge (Józefów)

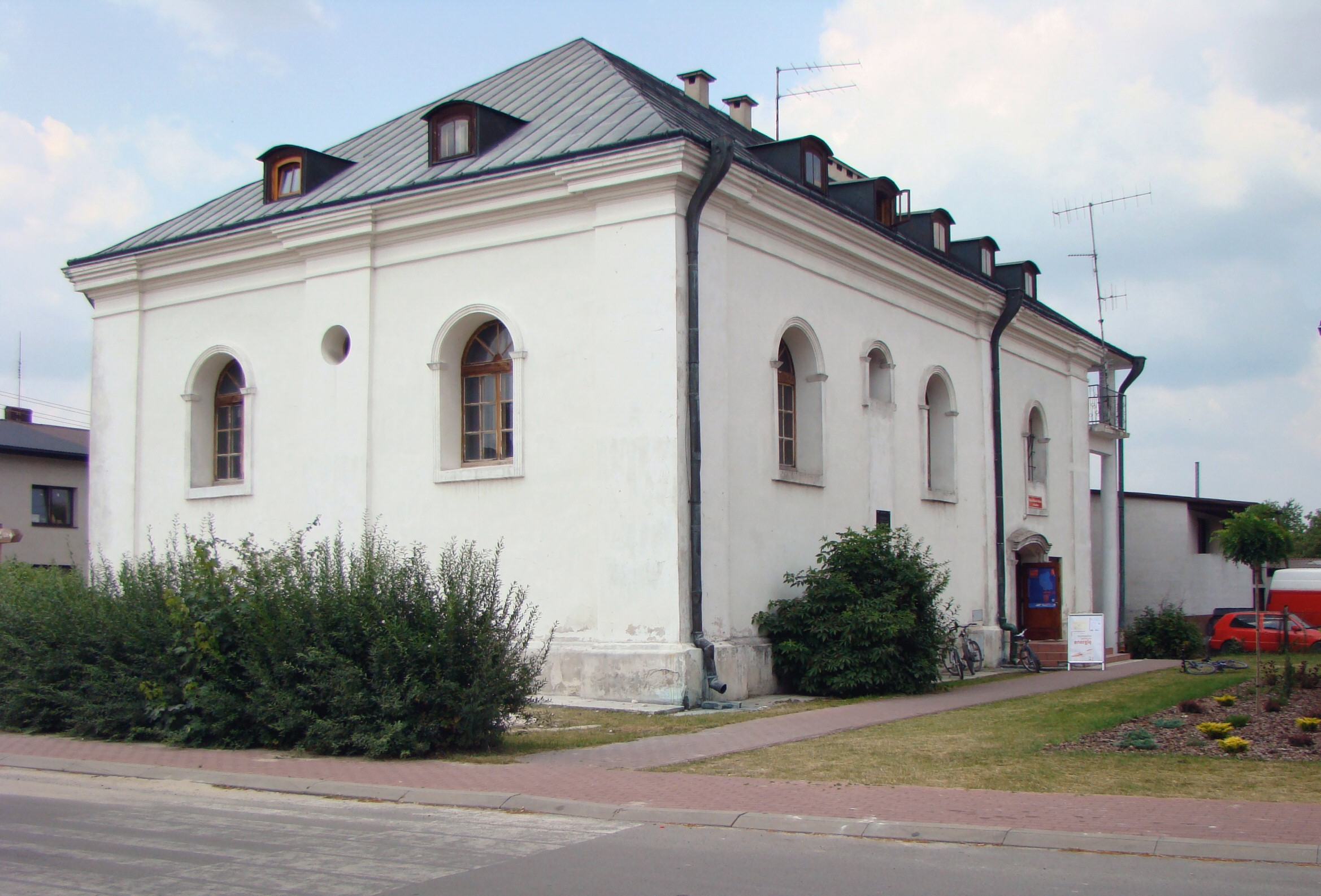
Synagoge in Józefów (2013)

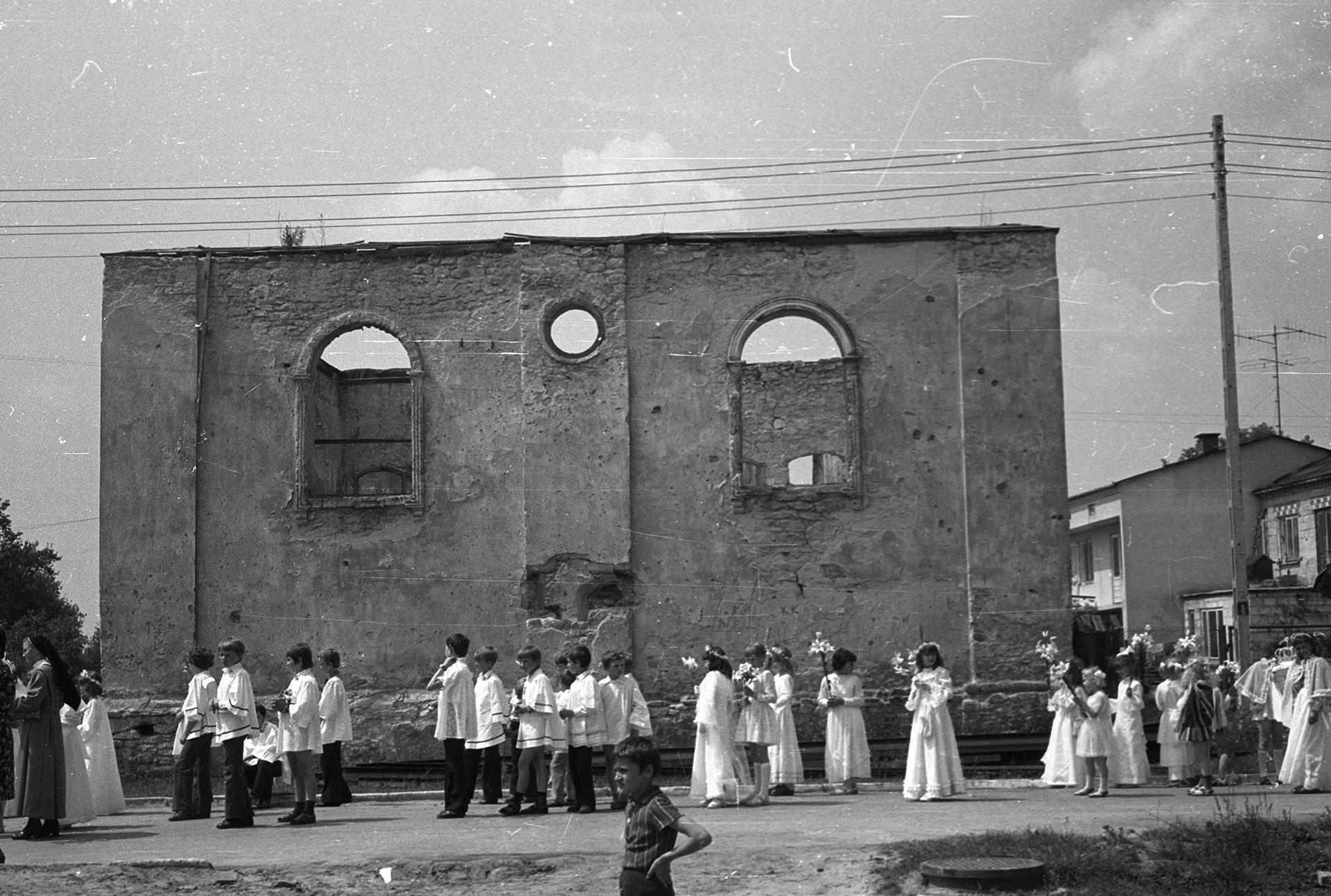
Synagoge in Józefów (1977)

Die Synagoge in Józefów, einer polnischen Stadt in der Woiwodschaft Lublin, wurde wahrscheinlich 1744 an Stelle eines hölzernen Vorgängerbaus errichtet. Die profanierte Synagoge an der Ecke Biłgorajska- und Górnicza-Straße ist seit 1969 ein geschütztes Kulturdenkmal. 
Die Synagoge im Stil des Barocks wurde von den deutschen Besatzern im Zweiten Weltkrieg verwüstet und nach dem Krieg als Ladengeschäft genutzt.
In den 1980er Jahren wurde das Synagogengebäude renoviert und die Stadtbibliothek darin eingerichtet.